# Субота плюс
«Субо́та плю́с» (рос. Суббота плюс) — колишня щотижнева газета на російській та українській мовах, що видавалася у Запоріжжі до 15 грудня 2016 року. Видавалася з квітня 2000 року. Виходила щочетверга, поширювалася всією Україною. Гасло: «Головна газета Запоріжжя» (рос. Главная газета Запорожья).
Головний редактор — Богдан Василенко. Шеф-редактор — Ірина Василенко.
Газета «Суббота плюс» видавалася ТОВ «Медіакомпанія Слово» і була сімейним бізнесом родини Василенко.

## Історія
Перший номер газети «Субота плюс» вийшов у квітні 2000 року. 21 квітня 2004 року газета отримала статус всеукраїнського видання. Спочатку головним редактором газети була Ірина Василенко. Однак у 2003 році головним редактором газети став її син Богдан Василенко.
З березня 2005 року ВАТ «Медіакомпанія Слово» почала видавати газету «Гвозди» (укр. Цвяхи), із матеріалами розважального та «жовтого» характеру. З 2007 року «Гвозди» виходять як вкладка у газеті «Субота плюс».
З лютого 2007 по лютий 2008 року виходила україномовна газета «Просто», що також видавалася родиною Василенко. Тираж газети «Просто» досягав 5 000 екземплярів.
14 вересня 2006 року газета провела ребрендинг. Змінився не тільки дизайн, сталися структурні зміни в наповненні видання. Одночасно у Запоріжжі була проведена масована рекламна компанія.
15 грудня 2016 року вийшов останній номер газети «Субота плюс», з 16 грудня 2016 року, через фінансові проблеми, газета припинила своє існування за рішенням засновників.
У жовтні 2017 газета відновила свій випуск.

## Аудиторія
Згідно з маркетинговим дослідженням компанії Taylor Nelson Sofres у 2011 році, «Субота плюс» виявилася найпопулярнішою щотижневою газетою серед жителів Запоріжжя. В середньому один номер «Суботи плюс» читали 107 600 запоріжців у віці від 12 до 65 років. При цьому 8 з 10 читачів купують газету у роздрібній продажі. За цим показником газета впевнено випереджала інші місцеві інформаційні видання.

## Авторський колектив
Головний редактор: Богдан Василенко.
Шеф-редактор — Ірина Василенко.
Заступник редактора / редактор відділу інформації — Юрій Василенко.
Журналісти: Валерій Бутенко, Вікторія Бутко, Олена Гранішевська, Юрій Гудименко, Наталя Захарова, Олена Літвинова, Тимофій Макаров, Яна Міланова, Ольга Приходько, Сергій Сидоров, Наталя Смаглюк.

## Основні тематичні блоки
- «Великим планом» (рос. Крупным планом) — підбірка фотоновин.
- «Події тижня» (рос. События недели) — новини Запоріжжя та області.
- «Відчуття тижня» (рос. Чувства недели) — авторська колонка Богдана Василенко.
- «Тема номера» (рос. Тема номера) — центральна стаття номера, із коментарями експертів (як правило, резонансно-соціального спрямування).
- «Середовище існування» (рос. Среда обитания) — підбірка статей соціального та інформаційно-розважального характеру.
- «Ціна питання» (рос. Цена вопроса) — підбірка статей економічного спрямування.
- «Поза законом» (рос. Вне закона) — кримінальні новини.
- «Спорт» — спортивні новини.
- «У всіх на вустах» (рос. У всех на устах) — підбірка оригінальних новин області, країни та світу (знаходиться на шпальтах газети «Гвозді»).
- «Тусовка» — звіт про клубне життя міста (знаходиться на шпальтах газети «Гвозді»).
- «Цвях номера» (рос. Гвоздь номера) — центральний матеріал газети «Гвозді».
- «Суботні зустрічі» (рос. Субботние встречи) — інтерв'ю з зіркою.

## Цікаві факти
- Редакція газети «Субота плюс» відома у місті Запоріжжі організацією різних суспільно-політичних акцій та активною громадською позицією[3]. Найбільш відомою акцією журналістів було розміщення двох білбордів із висловленням протесту проти встановлення у Запоріжжі бюсту Йосипа Сталіна біля будівлі офісу обласного комітету Комунистичної партії України[4][5][6][7].
- Кожен рік газета проводила конкурс краси «Мисс Суббота плюс». Світлини дівчат-претенденток друкують у газеті протягом року, а фіналісток обирають шляхом СМС-голосування. Фінал конкурсу проходив зазвичай у нічному клубі і супроводжувався виступами артистів, співаків, а також показом мод.
- У березні 2012 року за день до приїзду у Запоріжжя Президента України Віктора Януковича, один з акредитованих на зустріч із ним журналістів газети «Суббота плюс» був викликаний повісткою до районного відділку міліції. Причому кореспондент отримав повістку о дванадцятій годині ночі, а час явки, зазначений у повістці, повністю виключав потрапляння журналіста на зустріч із президентом[8]. Головний редактор «Субботы плюс» Богдан Василенко заявив, що за день до приїзду Віктора Януковича у редакцію подзвонив керівник управління преси та інформації Запорізької облдержадміністрації Олександр Коваленко і попередив, що працівники Служби безпеки України вимагають замінити одного з журналістів через наявність у нього судимості. Богдан Василенко відмовився замінити кореспондента, після чого останній і отримав повістку у райвідділ. У відповідь прес-секретар Віктора Януковича Дарія Чепак заявила, що ніяких вказівок щодо недопуску журналіста газети «Суббота плюс» Служба безпеки Президента не висувала[9].
- Літературний редактор газети «Суббота плюс» Тарас Василенко взяв участь у другому сезоні телешоу «Голос країни». Його пісня «Ламай мене через коліно» була схвально прийнята Діаною Арбеніною, а лідер гурту «Воплі Відоплясова» Олег Скрипка назвав Тараса Василенко «сучасним Висоцьким».[10]
- Журналісти газети «Суббота плюс» щорічно до Дня дурня (1 квітня) проводили серію розіграшів відомих запоріжців та звичайних городян. Наприклад, у 2009 році «жертвою» розіграшу став мультимільйонер Євген Черняк[11].
- Перший номер газети «Суббота плюс» у січні 2012 року вийшов без жодної негативної новини. Навіть кримінальні новини були подані у позитивному настрої. Редакція «Субботы плюс» пояснила такий крок скаргами читачів на надлишок негативу у газеті.